# Morteza Aghatehrani
Morteza Aghatehrani (persan : مرتضی آقاتهرانی), né en 1957 à Ispahan, est un clerc chiite iranien et un homme politique ultraconservateur. Il est secrétaire général du Front de la stabilité de la révolution islamique et représente Téhéran, Rey, Shemiranat et Eslamshahr au Parlement iranien de 2008 à 2016, et il est élu comme député de Téhéran aux élections législatives iranienne 2020. 
Aghatehrani est autrefois imam de «l'Institut islamique de New York», une mosquée chiite située à New York.

## Éducation
Morteza Aghatehrani est allé au Canada pour poursuivre ses études supérieures à l'université McGill, avant d'obtenir un doctorat en études du Moyen-Orient de l'université d'État de New York à Binghamton et de défendre, en 2000, une thèse intitulée Khajah Nasir al-Din Tusi sur le méta-mysticisme de Ibn Sina.

## Controverse
En 2012, il suscite la controverse lorsqu'il est révélé qu'Aghatehrani détenait une carte verte, équivalant au statut de résident permanent aux États-Unis.

## Activité parlementaire
Il est député de Téhéran de 2008 à 2012, puis de 2012 à 2016 Législateur de la République islamique d'Iran, continûment depuis 2012, il est réélu en 2020 pour une 11e légistlature,.